# どるから
『どるから』は、原作：石井和義、漫画：ハナムラ、脚本：龍造寺慶による日本の漫画作品。格闘技（経営）を題材としている。
2017年5月30日から『WEBコミックガンマ』・『まんがライフWIN』（ともに竹書房）で連載。auのサービス・ブックパス内でのみ配信されている『近代漫画』で先行配信されている。

## 概要
実在する格闘技K-1の創始者・プロモーターである石井和義が、女子高生に転生する異色の格闘漫画。
物語は石井が実際に収監されていた静岡刑務所を出所するシーンからスタートする。そして、石井がトラックに轢かれて即死、女子高生に転生するという衝撃的な展開を見せる。
連載開始当初から、原作が石井和義本人であることで物議を醸し、Yahoo!ニュース、さらにYahoo!キーワード急上昇にも登場。「本人原作という驚愕の事実にふるえる…。」「自分を主人公にして、女子高生に転生しておっぱいを揉むのは斬新すぎる」と、格闘技ファンの間でも話題となった。
だが、漫画内容は石井が空手道場の経営や格闘技団体の運営を通じて得たノウハウを発揮して、女子高生の実家の道場を再建する「格闘技経営漫画」だった。
- 「どる」は「＄」であり、「アイドル空手」の「ドル」のダブルミーニング。
- 「一ノ瀬ケイ」は「K-1」のダジャレ。

## あらすじ
脱税の罪で実刑判決を受けたK-1の創始者・石井館長。1年間の刑期を終え静岡刑務所を出所した石井館長だったが、その直後、トラックにはねられ即死する。病院で目覚めると、その魂はなんと女子高生・一ノ瀬ケイに乗り移っていた。
まわりには見知らぬ女子高生たち。身体は触り慣れぬおっぱいがついている。「なんでワシ 女子高生になってもうたんや～～～ッ！！？」と戸惑うケイ＝石井館長。秘密を知る白い猫を追いかけ、着の身着のまま病院を抜け出すと、街ではすでに「石井館長、交通事故で死亡」のニュースが流れていた。行くあてもなくさまよい歩いているうちに、館長は”ケイ”を知る男たちに囲まれて一戦を交えることになる。
窮地をなじみの信用金庫の女子行員・五十嵐に救われ、実家である一ノ瀬道場にたどり着く。そこで館長は、ケイの救いようのない人生を知る。父の急死で借金を抱えながら一人で道場を再建しようとしたケイ。だが、知恵もタフさも持ち合わせない女子高生には土台無理な話であった。追い詰められたケイはやむなく自殺を図り、意識がなくなったその体に、館長の魂が入ったのだった。
「待ての合図も聞かずに試合を投げおって！」ケイの無念を知り、館長は道場の貸借対照表を片手に、再建計画を練り上げるのだった。

## 登場人物
- 石井和義
格闘技イベントK-1の創始者にして、新日本空手道連盟・正道会館の館長。脱税で静岡刑務所を出所した直後にトラックに轢かれて即死する（現実の石井和義は存命中）。一代で正道会館を全国的に展開し、格闘技イベント「K-1」を世界的に成功させた経営手腕の持ち主。「空手家一人が幸せになるだけなら金なんかいらん。ただひたすら道を極めればええ。けど、周りのみんなも幸せにするには、金は大事やねん。」と語り、金儲けを否定しない合理主義者。世の中はきれい事だけじゃないという清濁併せ呑む倫理観を持つ。流派は「フルコンタクト系」。
- 一ノ瀬ケイ
女子高生。町の空手道場“一ノ瀬道場”の娘。空手ひと筋で世に慣れない父が300万円の借金を残したまま急死し、自分一人で空手道場を再建しようとするも資金繰りが立ち行かず断念。悩んだ末に自ら命を断った。空手の求道者として生きた父を尊敬し、金儲け主義の石井館長に反発している。流派は「伝統空手」。
- 白猫
石井館長を女子高生に転生させた（？）不思議な猫。邪悪な黒猫との関係は不明。
- 清水
館長＝ケイを襲った不良グループのリーダー的存在。ロートルの中堅格闘家で、自身いわく「キャパ600のほとんど関係者の大会のメインでもない試合で判定負けする」ような選手。夢を諦めきれず、ジムにしがみつくバイト生活を送っていた。だが、保険代が払えず、後輩の保険証を借りようとしたところを見つかり、袋たたきにされ追い出される。「強くなりたい」という一縷の望みをかけて、拳を交えたケイ＝石井館長を頼る。「キックボクシング」がベースのスタイル。
- 御国
一ノ瀬道場のイケメン師範代。全国大会でも上位の成績をおさめる実力の持ち主。ケイを裏切り、一ノ瀬道場に放火し、ケイの親友・朝倉鈴を引き抜いて湯木スーパーメソッドジムに移籍しようとした。流派は「伝統空手」。

## 書誌情報
- 石井和義（原作）、ハナムラ（作画）『どるから』 竹書房〈バンブーコミックス〉、既刊11巻（2025年7月16日現在）
  1. 2018年2月19日発売[2][3]、ISBN 978-4-8019-6186-9
  2. 2018年4月20日発売[4]、ISBN 978-4-8019-6239-2
  3. 2018年11月15日発売[5]、ISBN 978-4-8019-6435-8
  4. 2019年9月19日発売[6]、ISBN 978-4-8019-6755-7
  5. 2020年1月20日発売[7]、ISBN 978-4-8019-6843-1
  6. 2020年10月7日発売[8]、ISBN 978-4-8019-7109-7
  7. 2021年4月24日発売[9]、ISBN 978-4-8019-7288-9
  8. 2021年11月11日発売[10]、ISBN 978-4-8019-7483-8
  9. 2022年6月16日発売[11]、ISBN 978-4-8019-7665-8
  10. 2023年8月17日発売[12]、ISBN 978-4-8019-8131-7
  11. 2025年7月16日発売[13]、ISBN 978-4-8019-8693-0